# Stiftung KalkGestalten
Die Stiftung KalkGestalten ist eine Bürgerstiftung im Stadtbezirk Köln-Kalk, das sind die Stadtteile Brück, Höhenberg, Humboldt/Gremberg, Kalk, Merheim, Neubrück, Ostheim, Rath/Heumar und Vingst.
Ziel der Stiftung ist, möglichst viele Bürger, Unternehmen, lokale Einrichtungen und Vereine zu einer ehrenamtlichen Mitarbeit oder finanziellen Unterstützung zu gewinnen, um Gestaltung und Entwicklung im Bezirk und den Stadtteilen voranzutreiben und Projekte umzusetzen.
Durch Zustiftungen und Spenden soll die Stiftung in die Lage versetzt werden, lokale Projekte erfolgreich auf den Weg zu bringen.
Die Stiftung ist wirtschaftlich, konfessionell und parteipolitisch nicht  gebunden.
Gefördert werden können Projekte aus Bildung und Erziehung, Jugend-, Altenhilfe und Wohlfahrtwesen, Kunst, Kultur und Sport, Umwelt-, Landschafts-, Denkmalschutz und Heimatpflege sowie die Internationale Völkerverständigung.

## Gründung, Name, Sitz und Rechtsform
Die Stiftung wurde am 6. Juli 2005 ins Leben gerufen und am 11. Oktober 2005 durch das Innenministerium des Landes Nordrhein-Westfalen anerkannt.
Sie führt den Namen KalkGestalten mit Sitz in Köln-Kalk und ist verfasst als rechtsfähige Stiftung bürgerlichen Rechts. Vorsitzender des Stiftungsrats ist seit 2005 Julius Knappertsbusch.
Mitglieder des  Vorstands sind 
- Elizaveta Khan (seit 2012)
- Wolfgang Dressler (2018)
- Joachim Sprangenberg (2019)
- Heiko Schomberg. (2019)

## Projekte
- KalkBlüht unterstützt die Initiative der Kalker Bürger bei der Stadtteilverschönerung und Stadtbildpflege, insbesondere an der Kalker Hauptstraße. Es werden aus Spendenmitteln Baumbeete bepflanzt und gepflegt.
- KalkFördert: Gemäß ihrer Satzung fördert die Stiftung gemeinnützige Initiativen aus unterschiedlichen Bereichen im Stadtbezirk Kalk. Pro Jahr findet eine Ausschreibung statt. Die maximale Förderhöhe für ein Vorhaben beträgt 3000 €.
- KalkKunst: Seit 2005 organisiert die Stiftung jedes Jahr im Herbst 14 Tage lang die KalkKunst. Es werden Kunstwerke in Geschäften, Banken, Sozialeinrichtungen und öffentlichen Gebäuden gezeigt. Die Ausstellung wird durch ein Rahmenprogramm mit Vernissagen, Kunstspaziergängen, Künstlerklaaf, Künstlerfrühstück u.ä begleitet. Eröffnet wird die KalkKunst alljährliche im Kölner Polizeipräsidium. Die KalkKunst bietet neben arrivierten Künstlern auch ambitionierten Hobbykünstlern und Autodidakten eine Plattform, ihre Werke der Öffentlichkeit vorzustellen.

- KalkLiest ist ein Programm zur Förderung des Lesens im Stadtbezirk Kalk. Schwerpunkte sind die Leseförderung von Kindern und Jugendlichen.

- KalkMusik ist ein Förderprogramm für das Musizieren. Durch die Dauerleihgabe eines Klaviers werden Konzerte und Kurse für Musikinteressierte initiiert.

## Auszeichnungen
Seit ihrem Gründungsjahr hat die Stiftung alle zwei Jahre das Gütesiegel des Bundesverbandes Deutscher Stiftungen erhalten. Zudem ist sie seit dem Jahr 2011 Unterzeichnerin der Initiative Transparente Zivilgesellschaft. Im Jahr 2012 wurde die Stiftung für ihren ehrenamtlichen Einsatz beim Come-Together-Cup ausgezeichnet.
Am 25. März 2014 erhielt die Stiftung in Berlin den 1. Preis im Ideenwettbewerb „Brücke zwischen den Kulturen“ der Herbert-Quandt-Stiftung und der Initiative Bürgerstiftungen. Die Begründung der Jury lautet: 1. zielgruppenorientiertes Arbeiten, 2.die Ansprache auf Augenhöhe und 3. die Bürgerstiftung als lernende Organisation.